# Przecław (West-Pommeren)
Przecław (Duits: Pritzlow) is een dorp in het Poolse woiwodschap West-Pommeren, in het district Policki. De plaats maakt deel uit van de gemeente Kołbaskowo en telt 1500 inwoners.

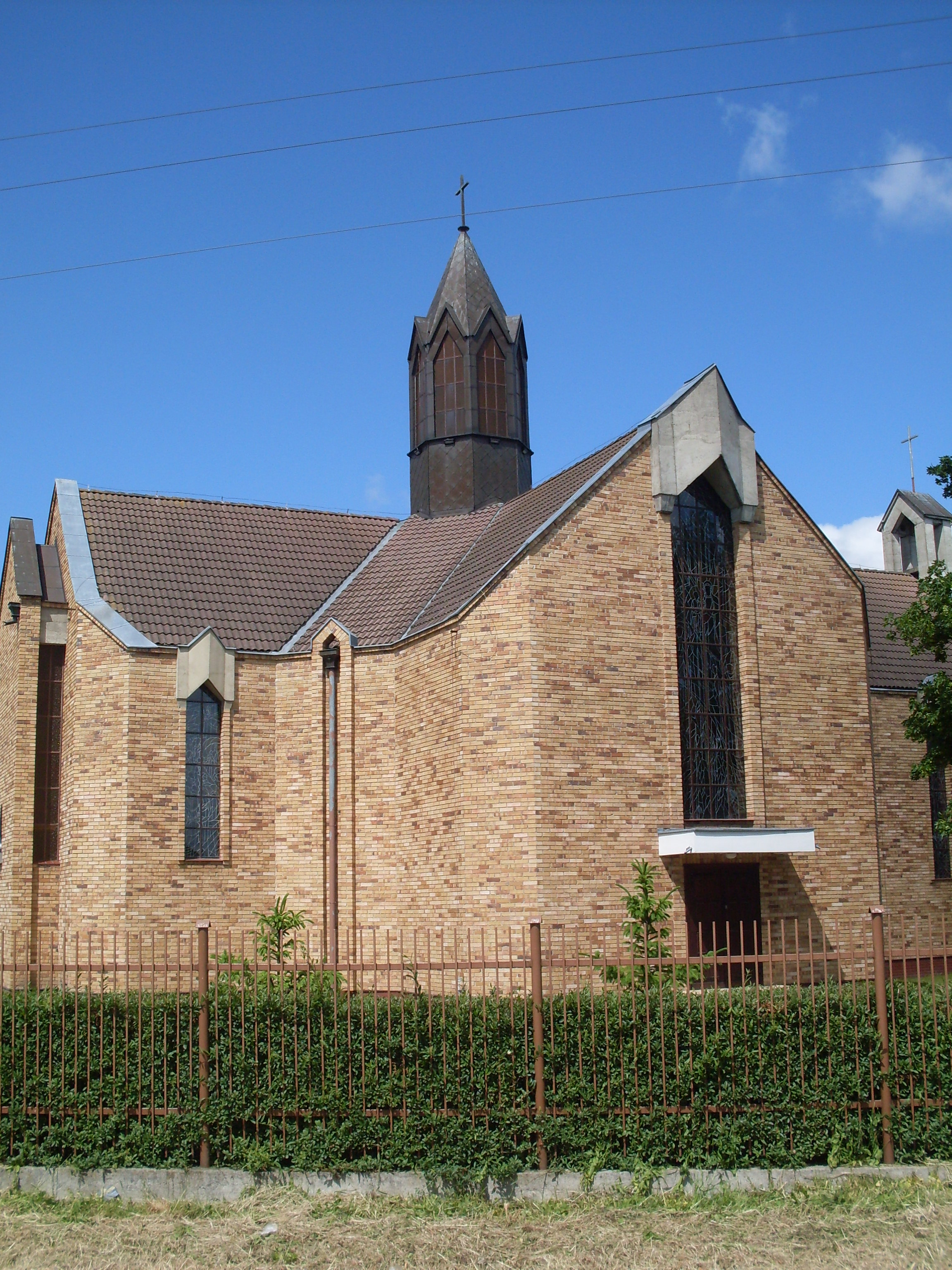
Kerk in Przecław